# Ždírec (district de Havlíčkův Brod)
Pour les articles homonymes, voir Ždírec.
Ždírec (en allemand : Sehrlenz) est une commune du district de Havlíčkův Brod, dans la région de Vysočina, en République tchèque. Sa population s'élevait à 146 habitants en 2020.

## Géographie
Ždírec se trouve à 6 km au nord-est de Havlíčkův Brod, à 26 km au nord-nord-est de Jihlava et à 100 km au sud-est de Prague.
La commune est limitée par Kojetín au nord, par Havlíčkův Brod à l'est, par Pohled au sud et par Kyjov à l'ouest.

## Histoire
La première mention écrite de la localité date de 1350.

## Transports
Par la route, Ždírec se trouve à 9 km de Havlíčkův Brod, à 35,5 km de Jihlava et à 130 km de Prague.